# Oogstappel

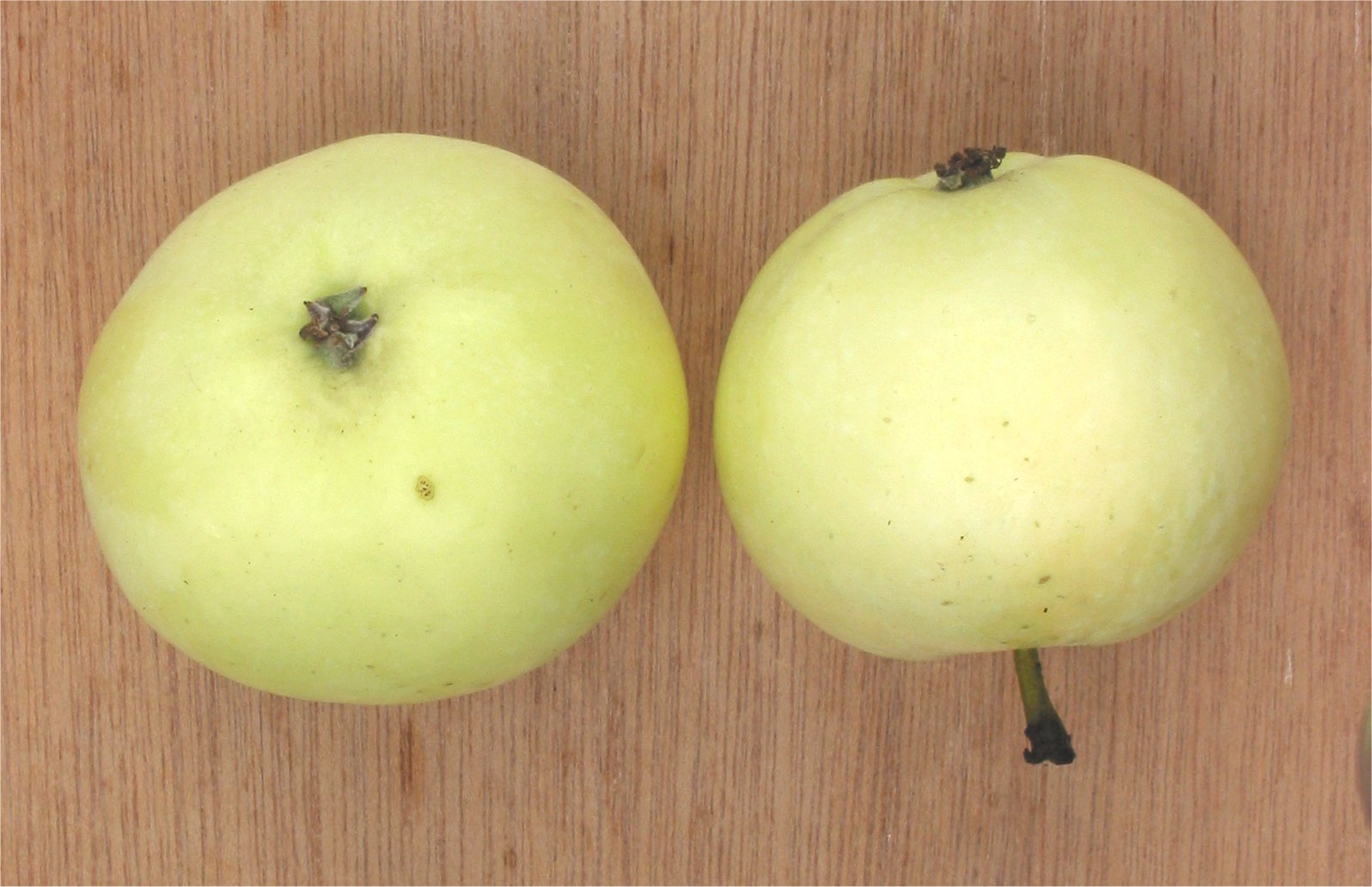
'Oogstappel'

De Oogstappel (Duits: Weißer Klarapfel, Engels: Yellow / White Transparent, Frans: Transparente Jaune, Lets: Baltais Dzidrais, Russisch: Белое наливное, Beloje nalivnoje) is een zeer vroeg rijpend  appelras.

## Oorsprong
Het ras komt uit Riga, van de kwekerij M.L. Wagner. Het werd rond 1852 door de pomoloog André Leroy in Frankrijk  ingevoerd.

## Kenmerken
Vanaf midden juli tot begin augustus kan de appel geplukt worden. Het is een vrij zure handappel die ook voor het maken van appelmoes gebruikt kan worden.
De boom groeit tamelijk zwak en vormt een steile, dicht bebladerde kroon. De appel valt soms makkelijk van de boom. Goede bestuivers voor dit ras zijn Stark Earliest, James Grieve en Cox's Orange Pippin.
De bleekgroene tot groengele vrucht is middelmatig groot met een iets onregelmatig vorm. De appel heeft een tere schil en kan gemakkelijk gebutst worden.

## Ziekten
De boom heeft veel last van vruchtboomkanker (Nectria galligena) en appelbloedluis (Eriosoma lanigerum). De vruchten kunnen nogal eens aangetast worden door neusrot (Botryotinia fuckeliana anam. Botrytis cinerea). 